# Daniel Mejías
Daniel Mejías Hurtado (* 26. Juli 1982 in Barcelona, Spanien; † 8. November 2022) war ein andorranischer Fußballspieler.
Mejías starb an den Folgen eines Sturzes.

## Nationalmannschaft
2010 gab er sein Debüt für die A-Nationalmannschaft Andorras. Er wurde in diesem Jahr in zwei Freundschaftsspielen eingewechselt. Bei der EM-Qualifikation 2011 gehörte er einmal zur Startelf und wurde einmal eingewechselt. Bei Freundschaftsspielen in 2012 wurde er einmal eingewechselt.